# Лимбажи (район)
Лимбажи (на латвийски: Limbažu rajons) е район в северна Латвия на брега на Балтийско море. Административен център е град Лимбажи. Населението на района е 38 012 души, а територията е 2580 km2. Районът граничи с Балтийско море на запад, Валмиера на изток, Рига на юг и с Естония на север.

## Населени места
- Айнажи
- Алоя
- Лимбажи
- Салацгрива
- Стайцеле